# Mount Morris
Mount Morris es una ciudad ubicada en el condado de Genesee en el estado estadounidense de Míchigan. En el Censo de 2010 tenía una población de 3086 habitantes y una densidad poblacional de 995,41 personas por km².

## Geografía
Mount Morris se encuentra ubicada en las coordenadas 43°7′3″N 83°41′56″O / 43.11750, -83.69889. Según la Oficina del Censo de los Estados Unidos, Mount Morris tiene una superficie total de 3.1 km², de la cual 3.1 km² corresponden a tierra firme y (0%) 0 km² es agua.

## Demografía
Según el censo de 2010, había 3086 personas residiendo en Mount Morris. La densidad de población era de 995,41 hab./km². De los 3086 habitantes, Mount Morris estaba compuesto por el 80.07% blancos, el 13.38% eran afroamericanos, el 0.55% eran amerindios, el 0.49% eran asiáticos, el 0.03% eran isleños del Pacífico, el 1.13% eran de otras razas y el 4.34% pertenecían a dos o más razas. Del total de la población el 4.44% eran hispanos o latinos de cualquier raza.